# Iksāl
Iksāl (hebreiska: אכסל, כסלות תבור) är en ort i Israel.   Den ligger i distriktet Norra distriktet, i den norra delen av landet. Iksāl ligger 160 meter över havet och antalet invånare är 11 398.
Terrängen runt Iksāl är huvudsakligen kuperad, men åt sydväst är den platt. Terrängen runt Iksāl sluttar söderut. Runt Iksāl är det ganska tätbefolkat, med 80 invånare per kvadratkilometer. Närmaste större samhälle är Nasaret, 2,6 km nordväst om Iksāl. Trakten runt Iksāl består till största delen av jordbruksmark.